# Гуто-Юстинівська сільська рада
Гуто-Юстинівська сільська рада — колишня адміністративно-територіальна одиниця та орган місцевого самоврядування в Черняхівському, Пулинському, Довбишському (Мархлевському, Щорському) районах і Житомирській міській раді Волинської округи, Київської та Житомирської областей Української РСР з адміністративним центром у селі Гута-Юстинівка.

## Населені пункти
Сільській раді на час ліквідації були підпорядковані населені пункти:
- с. Гута-Юстинівка

## Населення
Кількість населення ради, станом на 1923 рік, становила 1 435 осіб, кількість дворів — 147.
Кількість населення сільської ради, станом на 1924 рік, становила 1 501 особу.
Станом на 1929 рік, чисельність населення ради становила 1 027 осіб.
Кількість населення ради, станом на 1931 рік, становила 1 124 особи.

## Історія та адміністративний устрій
Створена 1923 року в складі с. Гута-Юстинівка та колонії Юстинівка Пулинської волості Житомирського повіту Волинської губернії. 7 березня 1923 року увійшла до складу новоствореного Черняхівського району Житомирської (згодом — Волинська) округи. 3 листопада 1923 року, відповідно до рішення Волинської ГАТК «Про змінив межах округів, районів і сільрад», кол. Юстинівка передана до складу Юлянівської сільської ради Черняхівського району. 21 серпня 1924 року, відповідно до постанови ВУЦВК «Про зміни в адміністративно-територіальному поділі Волині», сільську раду включено до складу Пулинського району.
22 травня 1925 року затверджена як польська національна сільська рада. 1 вересня 1925 року включена до складу новоствореного Довбишського (згодом — Мархлевський) району. 17 жовтня 1935 року, після ліквідації Мархлевського району, підпорядкована до Житомирської міської ради Київської області. 14 травня 1939 року, відповідно до указу Президії Верховної ради УРСР «Про утворення Щорського району Житомирської області», увійшла до складу новоствореного Щорського (згодом — Довбишський) району.
Станом на 1 вересня 1946 року сільська рада входила до складу Довбишського району Житомирської області, на обліку в раді перебувало с. Гута-Юстинівка.
Ліквідована 11 серпня 1954 року, внаслідок виконання указу Президії Верховної ради УРСР «Про укрупнення сільських рад по Житомирській області», територію та населені пункти приєднано до складу Новозаводської сільської ради Довбишського району Житомирської області.